# Claas Uggla
Claas Johansson Uggla, född 1614 i Ölseruds socken i Värmland, död 1 juni 1676, var en svensk sjömilitär, amiral och friherre.

## Biografi
Uggla var son till överste Johan Claesson Uggla till Dömö och Margareta Gyllenmärs, vidare var han systerson till militären och lyrikern Bröms Gyllenmärs.
Han var tidigt page till hovet och fick följa med på resor  (ambassader) till Moskva 1634 och Warsawa 1635 
Uggla deltog som frivillig i danska kriget 1644 i den av riksrådet Klas Fleming kommenderade flottan. Han deltog sedan i kriget i Polen och var bland annat med av belägringen av Prag 1648. Den blivande Kung Karl X Gustav gjorde honom till hovjunkare som belöning för hans krigstjänst.  År 1658 förde han befäl på skeppet Carolus IX under slaget i Öresund. Han befordrades 1660 till amirallöjtnant.
Uggla deltog som amiral i slaget vid Ölands södra udde 1 juni 1676. Efter att flaggskeppet Kronan tidigt under slaget kantrat, exploderat och sjunkit med flottamiral Lorentz Creutz, blev Uggla styrkans högste befälhavare. Hans fartyg Svärdet tvingades dock gira undan det flytande vraket av Kronan och skildes efter manövern från den övriga svenska styrkan. Svärdet omringades snabbt av danska och nederländska fartyg och utsattes för kraftig beskjutning under närmare två timmar. Skeppet antändes senare av en nederländsk brännare och sjönk med förlust av nästan samtliga ombord, inklusive Uggla.
Flera fartyg har namngivits efter Claas Uggla:
- Torpedkryssaren HMS Claes Uggla som gick under efter att ha gått på grund vid Ulvön den 22 juni 1917
- Jagaren HMS Klas Uggla som förolyckades vid Horsfjärdskatastrofen den 17 september 1941